# Championnat du monde de la Fédération internationale des échecs 2005
Le Championnat du monde FIDE 2005 est un tournoi à deux tours, organisé sous l'égide de la Fédération internationale des échecs, qui s'est déroulé à San Luis, en Argentine, du 27 septembre au 16 octobre 2005. Son objectif était de désigner le champion du monde FIDE qui rencontrerait Vladimir Kramnik, champion du monde « classique », afin de disputer le match de réunification des titres en 2006. Il est remporté par Veselin Topalov avec 10 points sur 14.

## Participants
Les huit joueurs sélectionnés figurent parmi les plus forts du moment. La FIDE invite les quatre finalistes des derniers championnats du monde FIDE et « classique » et complète la liste en sélectionnant les joueurs qui ont la meilleure moyenne au classement Elo sur la base des listes de juillet 2004 et janvier 2005. Deux joueurs refusent l'invitation : Garry Kasparov, retraité, et Vladimir Kramnik, qui déclare vouloir appliquer l'accord conclu avec la FIDE pour la réunification des titres de champion du monde en jouant un match contre le vainqueur du tournoi de San Luis.

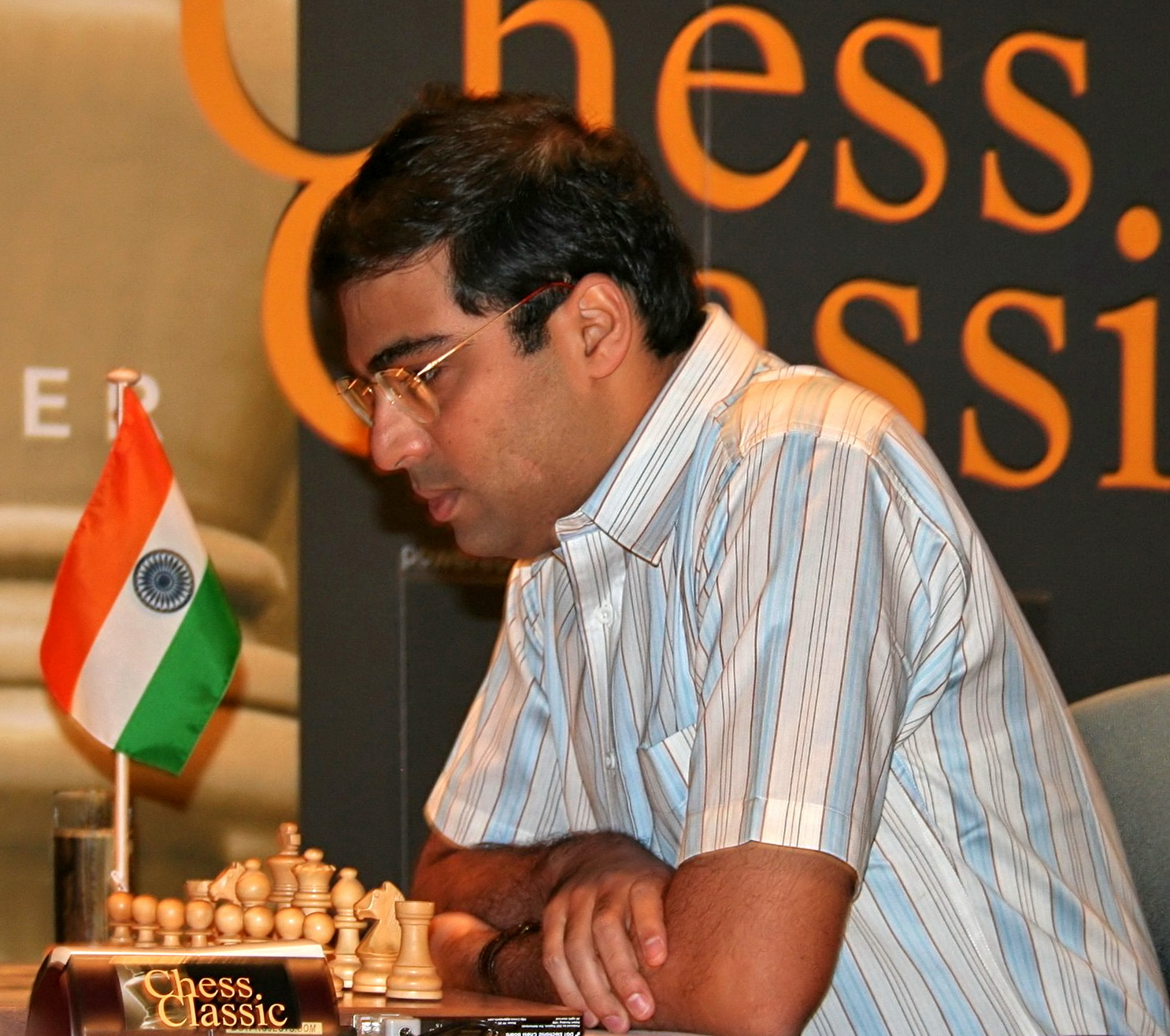
Viswanathan Anand
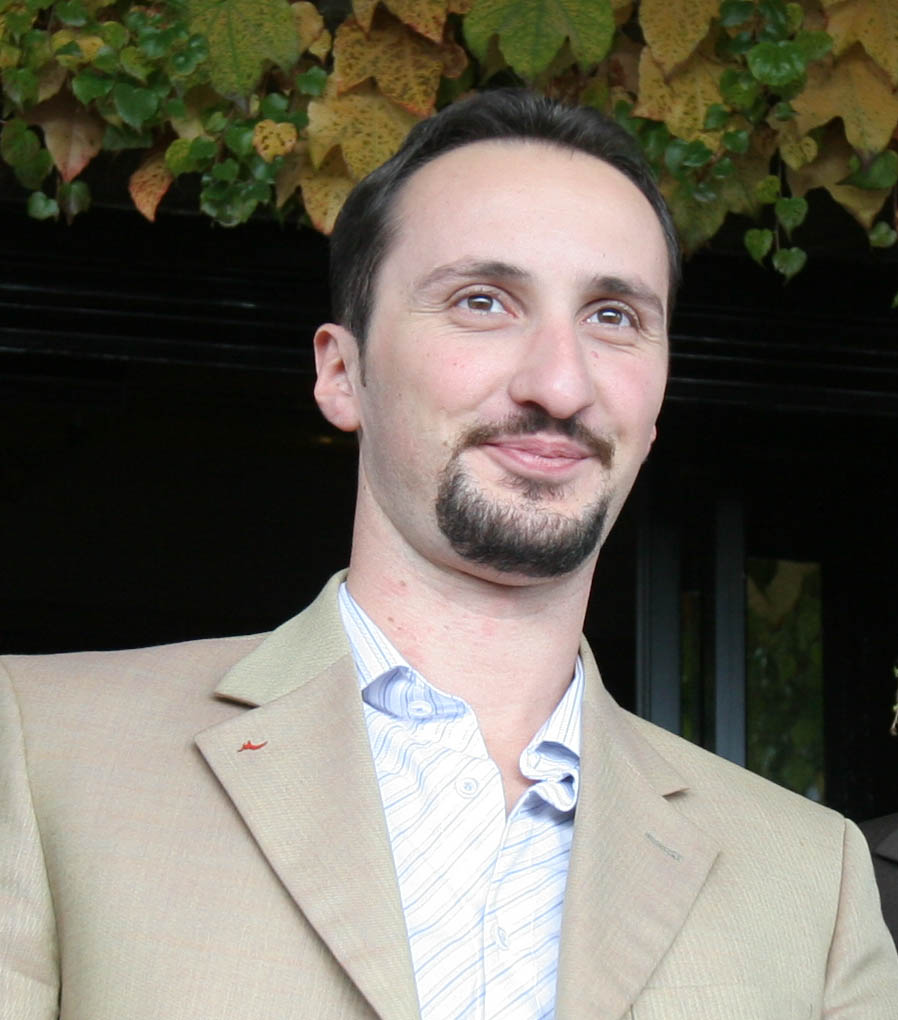
Veselin Topalov
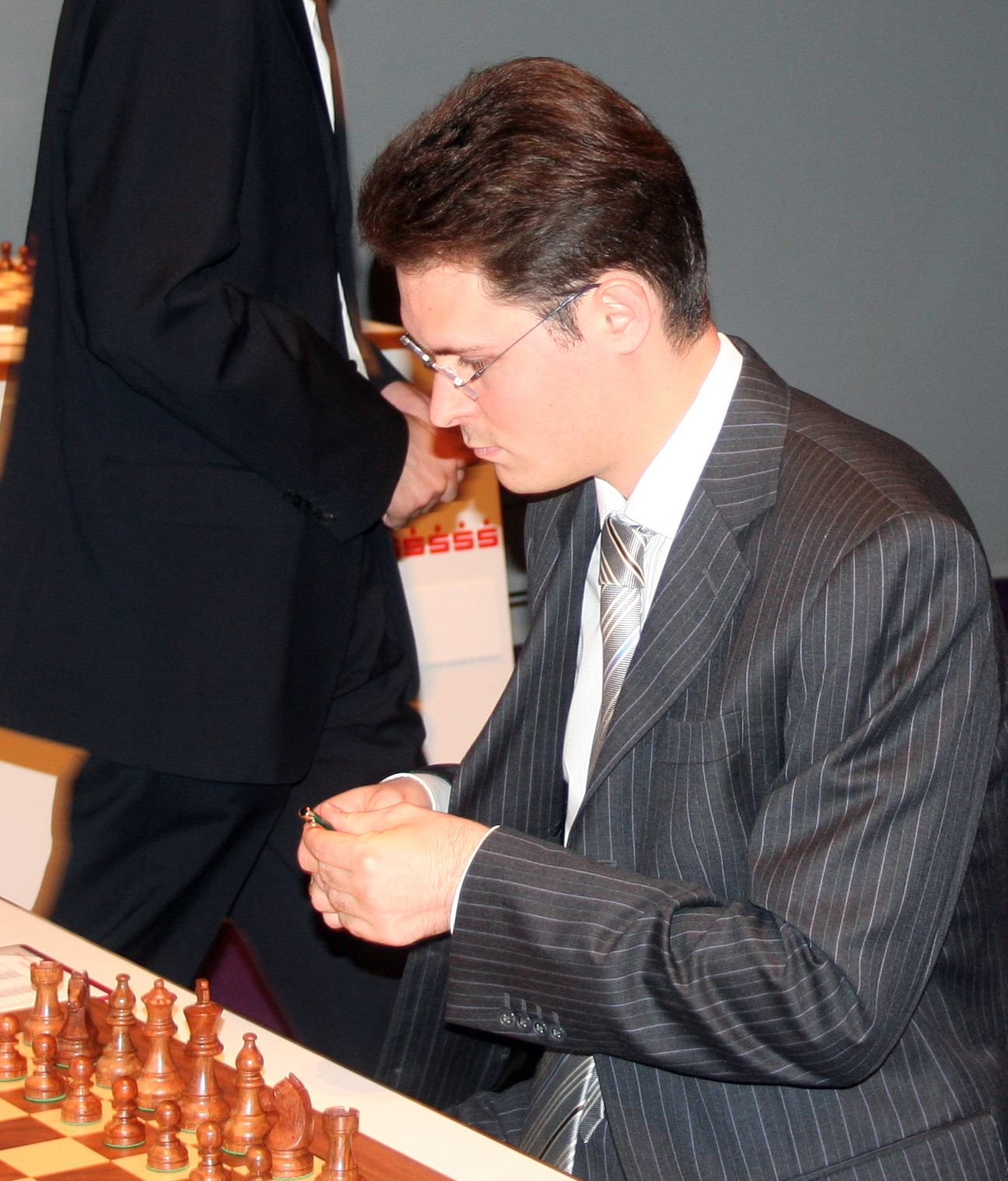
Péter Lékó
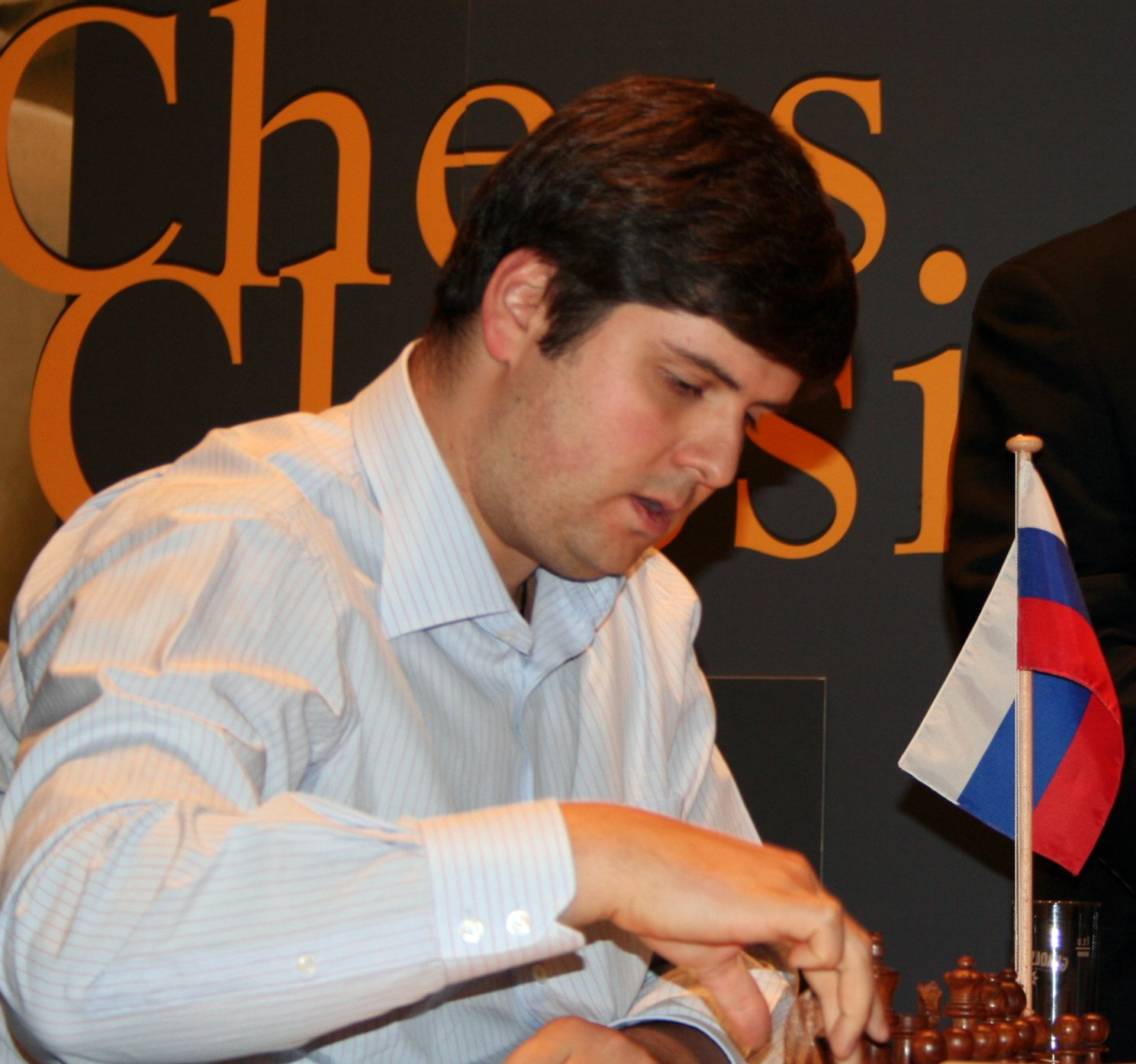
Peter Svidler

### Viswanathan Anand
Avec 2 788 points, Viswanathan Anand a le classement Elo le plus élevé des participants. L'Indien de 38 ans, déjà champion du monde en 2000, fait donc partie des favoris. Il est qualifié au classement Elo (moyenne des listes de juillet 2004 et janvier 2005). Son secondant est le Danois Peter Heine Nielsen.

### Veselin Topalov
Le Bulgare Veselin Topalov, 30 ans, se situe juste derrière Anand au classement Elo, avec 2 782 points. Il est, lui aussi, qualifié au classement Elo. Son année 2005 est marquée par d'excellentes performances, puisqu'il a notamment gagné les tournois de Linares et de Sofia. Ses secondants, tous deux bulgares, sont Ivan Cheparinov et son manager Silvio Dainalov.

### Péter Lékó
Péter Lékó est un joueur hongrois de 26 ans, classé 2 751 Elo, ancien détenteur du record du plus jeune grand maître international à 14 ans et 4 mois. Qualifié en tant que challenger de Vladimir Kramnik lors du championnat du monde d'échecs « classique » de 2004, il est secondé par son beau-père, l'Arménien Arshak Petrossian.

### Peter Svidler
Peter Svidler, joueur russe de 29 ans, 2 740 points Elo, est quadruple champion de Russie (1994, 1995, 1997 et 2003). Qualifié au classement Elo, il est secondé par Aleksandr Motyliov.

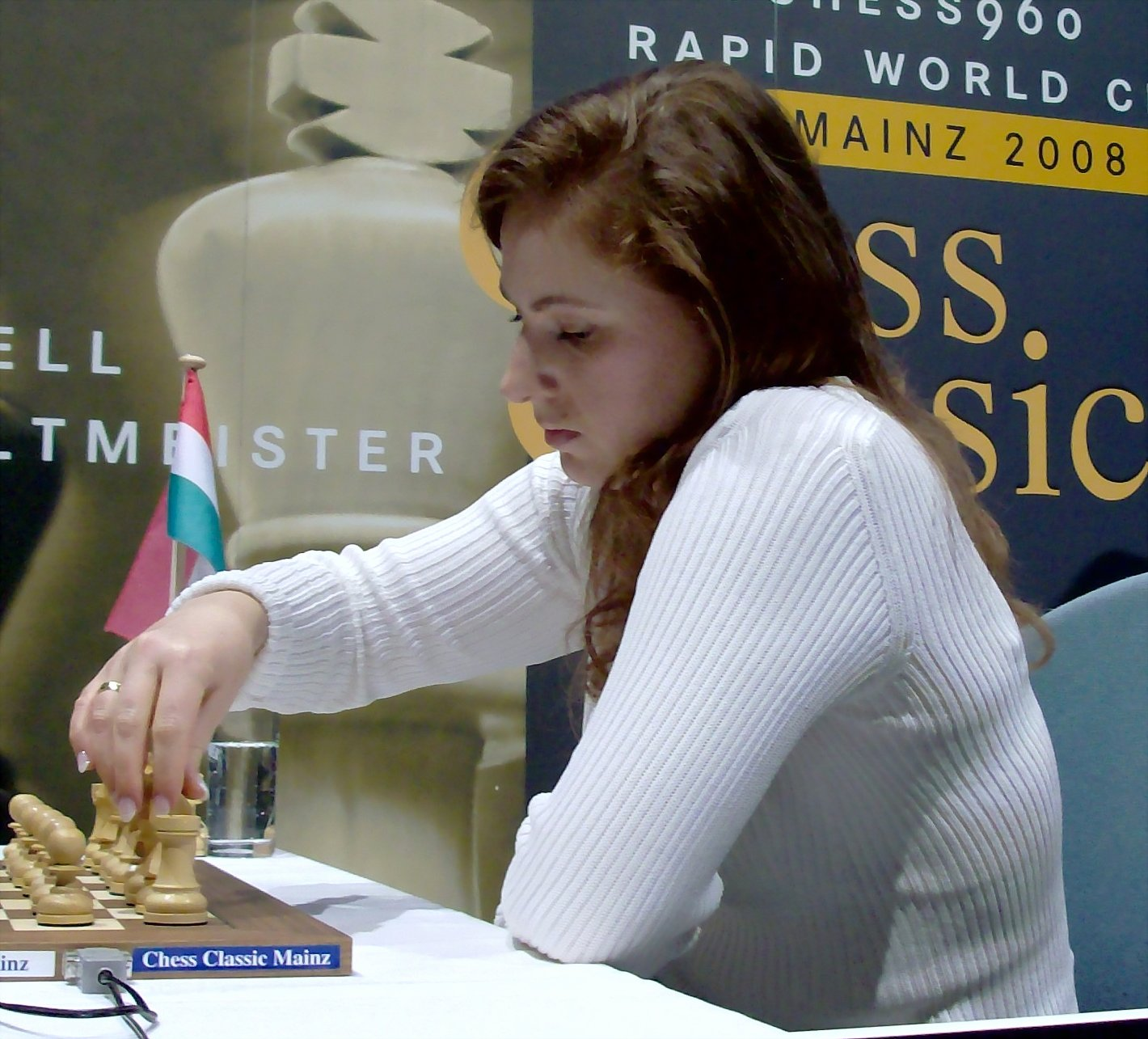
Judit Polgár
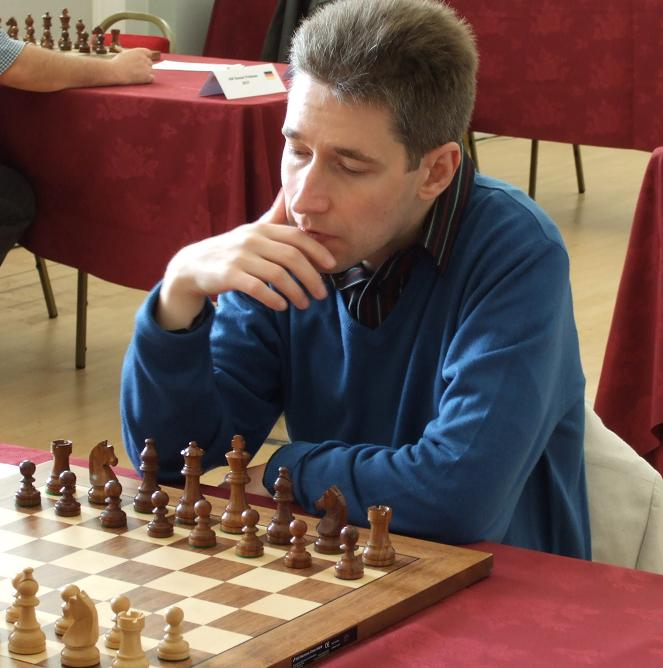
Michael Adams
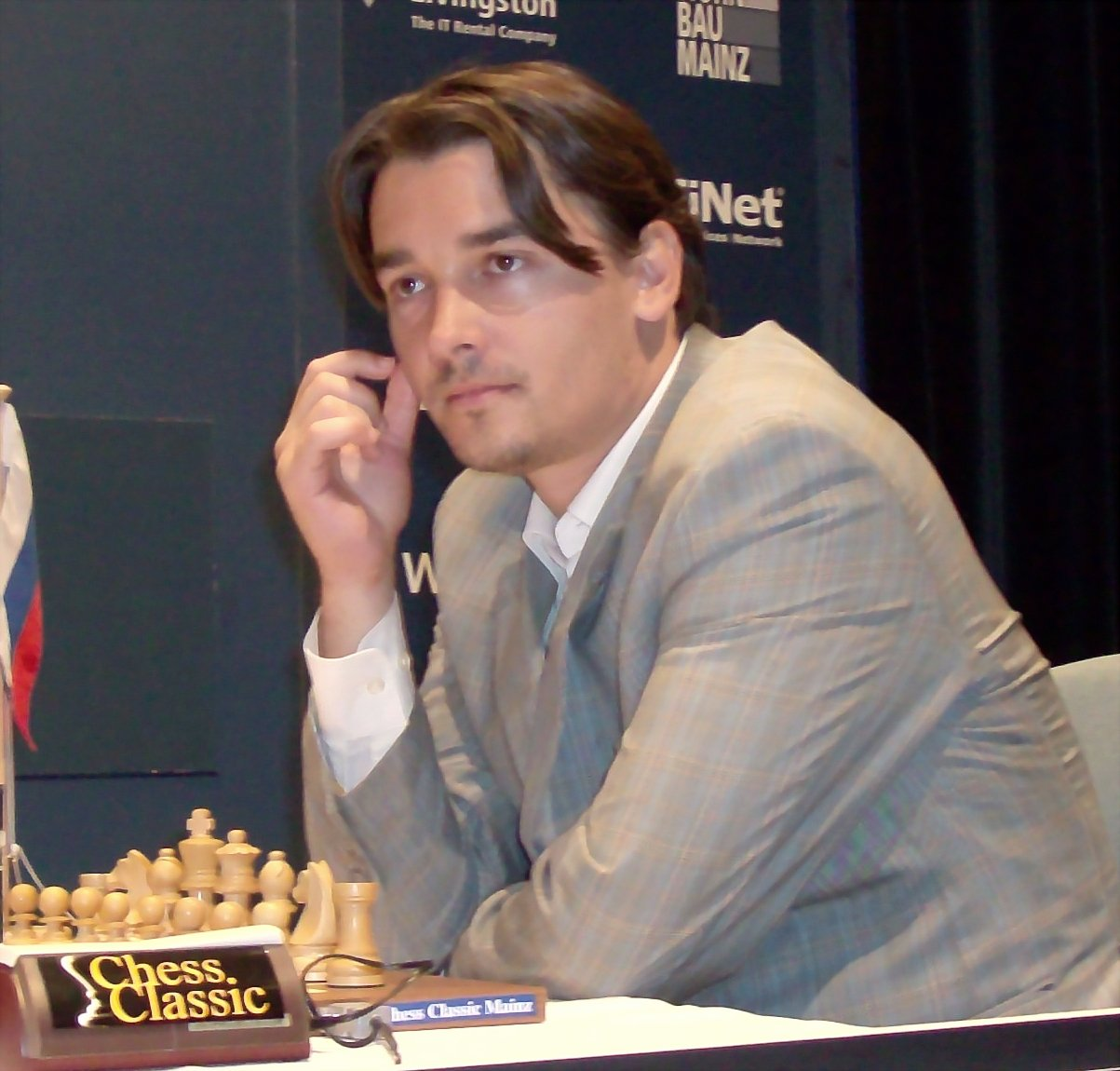
Alexander Morozevitch
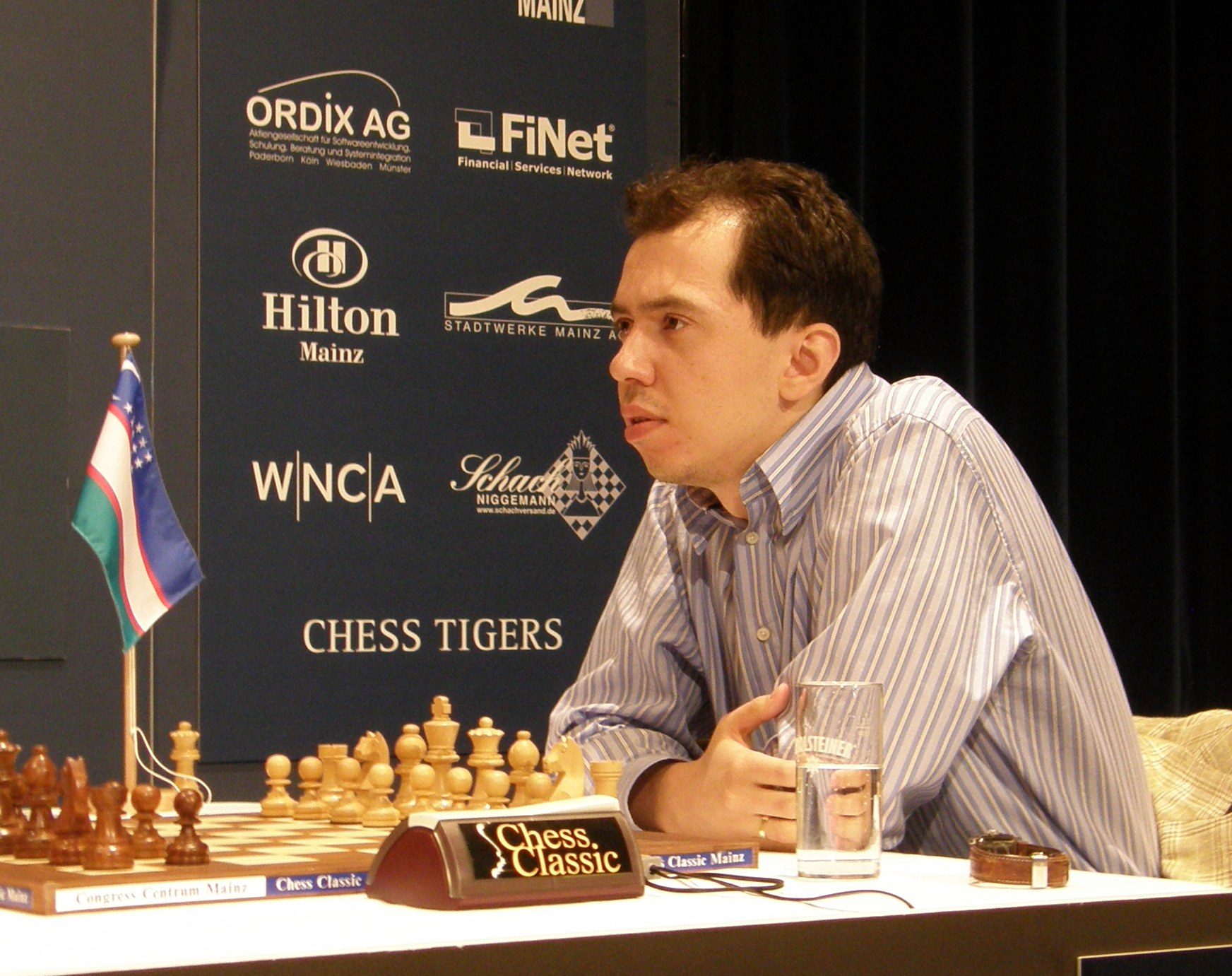
Rustam Qosimjonov

### Judit Polgár
Hongroise comme Lékó, Judit Polgár partage aussi avec lui le fait d'avoir battu le record de précocité pour l'obtention du titre de grand maître international, à 15 ans et 4 mois. À 29 ans, son classement Elo est de 2 735 points. Considérée comme la meilleure joueuse de tous les temps, elle est la première femme à accéder à la phase finale d'un championnat du monde mixte, en dehors des tournois au format coupe de la FIDE. Ce tournoi marque son retour à la compétition après un an d'absence pour maternité. Qualifiée au classement Elo, elle est secondée par le Roumain Mihail Marin.

### Michael Adams
L'année 2005 est difficile pour le numéro 1 anglais, 34 ans, qui est passé de 2 741 points Elo en janvier (numéro 6 mondial) à 2 718 en novembre (numéro 11 mondial). Qualifié comme finaliste du championnat du monde FIDE de 2004, il se présente à San Luis sans secondant.

### Alexander Morozevitch
Le Russe de 28 ans a eu de mauvais résultats au cours de l'année 2005, ce qui se traduit par une baisse de son classement Elo de 2 741 en janvier (numéro 5 mondial) à 2 708 en novembre (numéro 16 mondial). Il est réputé pour son style très dynamique de combattant sans compromis. Qualifié au classement Elo, il est secondé par Alexander Beliavsky et Vladimir Barsky.

### Rustam Qosimjonov
Cet Ouzbek de 25 ans est le 33e joueur mondial en novembre 2005, avec un classement Elo de 2 670. Il est qualifié en tant que tenant du titre de la FIDE. Il n'a pas de secondant à San Luis.

## Grille du tournoi
| Rang | Nom                   | Elo  | Topa. | Svidl. | Anand | Moro. | Lékó | Qosim. | Adams | Polgar | Total |
| ---- | --------------------- | ---- | ----- | ------ | ----- | ----- | ---- | ------ | ----- | ------ | ----- |
| 1    | Veselin Topalov       | 2788 | XX    | 1=     | ==    | 1=    | 1=   | 1=     | 1=    | 1=     | 10    |
| 2-3  | Peter Svidler         | 2738 | 0=    | XX     | ==    | 11    | 1=   | ==     | ==    | 1=     | 8,5   |
| 2-3  | Viswanathan Anand     | 2788 | ==    | ==     | XX    | 0=    | =1   | 01     | 1=    | 11     | 8,5   |
| 4    | Aleksandr Morozevitch | 2707 | 0=    | 00     | 1=    | XX    | =1   | =1     | ==    | ==     | 7     |
| 5    | Péter Lékó            | 2763 | 0=    | 0=     | =0    | =0    | XX   | =1     | 1=    | 1=     | 6,5   |
| 6-7  | Rustam Qosimjonov     | 2670 | 0=    | ==     | 10    | =0    | =0   | XX     | ==    | 01     | 5,5   |
| 6-7  | Michael Adams         | 2719 | 0=    | ==     | 0=    | ==    | 0=   | ==     | XX    | ==     | 5,5   |
| 8    | Judit Polgár          | 2735 | 0=    | 0=     | 00    | ==    | 0=   | 10     | ==    | XX     | 4,5   |

Topalov a réalisé 6½/7 dans la première moitié du tournoi. Il a ensuite annulé toutes les parties de la deuxième moitié du tournoi, s'assurant de remporter le titre une ronde avant la fin.

## Situation après le match
Topalov, en tant que champion du monde FIDE, est qualifié pour rencontrer Kramnik en match à l'occasion du championnat du monde 2006. Les trois suivants, Svidler, Anand et Morozevitch, sont qualifiés comme candidats pour le championnat du monde 2007.